# Meloe brevicollis algiricus
Meloe brevicollis algiricus es una subespecie de Meloe brevicollis,  coleóptero de la familia Meloidae.

## Distribución geográfica
Habita en Sicilia (Italia).